# Bodový systém v Česku
Bodový systém v Česku slouží ke sledování opakovaného páchání přestupků nebo trestných činů. Současný systém bodového hodnocení byl v ČR zaveden 1. července 2006 na základě zákonů č. 411/2005 Sb. a 226/2006 Sb., kterými byl novelizován zákon č. 361/2000 Sb., o provozu na pozemních komunikacích (zákon o silničním provozu).

## Podstata
„Trestné“ body zaznamenává v registru řidičů obecní úřad obce s rozšířenou působností do 5 pracovních dnů ode dne, kdy je mu doručeno patřičné rozhodnutí nebo oznámení o pravomocné sankci za porušení vybraných povinností v provozu na pozemních komunikacích řidičem motorového vozidla. Dopustí-li se řidič jedním činem více přestupků nebo trestných činů, zaznamenají se body pouze za nejzávažnější z nich. Body se zaznamenávají jen do celkového počtu dvanácti, po dosažení tohoto počtu úřad neprodleně vyzve řidiče k odevzdání řidičského průkazu do 5 dnů po doručení výzvy. Uplynutím této lhůty zaniká řidičské oprávnění i v případě, že řidičský průkaz není odevzdán. Řidičský průkaz vydaný jiným státem nebo řidičský průkaz Evropských společenství se neodevzdává, ale jeho držitel po dosažení 12 bodů pozbývá na dobu jednoho roku oprávnění řídit motorové vozidlo na území České republiky a ministerstvo sdělí tuto skutečnost orgánu, který řidičský průkaz vydal. 
O vrácení řidičského oprávnění je řidič oprávněn požádat po jednom roce ode dne, kdy nabylo právní moci uložení sankce za přestupek nebo trestný čin, pokud netrvá trest zákazu činnosti řízení uložený v trestním nebo přestupkovém řízení. Podmínkou vrácení řidičského oprávnění je přezkoušení z odborné způsobilosti, absolvování lékařské prohlídky a dopravně psychologického vyšetření. Dnem vrácení podléhá řidič novému bodovému hodnocení; původních 12 bodů se odečte a body se počítají znovu od nuly.
Pokud řidiči 12 kalendářních měsíců po vzniku naposledy zaznamenaných bodů není uložena další pravomocná sankce, kvůli níž jsou zaznamenány body, odečtou se 4 body z celkového počtu dosažených bodů. Lhůty pro odečtení bodů neběží po dobu trestu zákazu řízení motorových vozidel uděleného v trestním nebo přestupkovém řízení. Odečtení bodů úřad zaznamená do 3 pracovních dnů po vzniku nároku. 
Od 1. září 2008 se řidiči odečtou 3 zaznamenané body také v případě, kdy příslušnému obecní úřadu obce s rozšířenou působností doloží, že se podrobil školení bezpečné jízdy ve středisku bezpečné jízdy. Takto však lze odečíst body nejvýše jedenkrát za kalendářní rok. Školení bezpečné jízdy se však nemohou podrobit řidiči, kteří mají zaznamenáno více než 10 bodů nebo se dopustili jednání hodnoceného více než 5 body.
Řidič může proti záznamu uplatnit námitky, ale o udělených bodech je informován až po dosažení 12 bodů. Podání námitek však má odkladný účinek, pokud je řidič stihne uplatnit ve lhůtě 5 dnů od doručení výzvy k odevzdání řidičského průkazu. Informace o změně a aktuálním stavu bodů nejsou řidiči oznamovány a nejsou mu dostupné ani prostřednictvím on-line informačního systému. Aktuální stav bodového konta lze zjistit buď z výpisu bodového hodnocení řidiče, který lze získat na kterémkoliv pracovišti Czech POINT, nebo z výpisu z evidenční karty řidiče vydávaným příslušným obecním úřadem obce s rozšířenou působností.

## Bodové hodnocení přestupků a trestných činů
Přehled jednání spočívajícího v porušení vybraných povinností stanovených předpisy o provozu na pozemních komunikacích a počet bodů za tato jednání: 
7 bodů
- řízení vozidla bezprostředně po požití alkoholu nebo v takové době po požití alkoholu, po kterou je řidič ještě pod jeho vlivem, je-li zjištěný obsah alkoholu u řidiče vyšší než 0,3 promile, nebo řízení vozidla bezprostředně po užití jiné návykové látky nebo v takové době po užití jiné návykové látky, po kterou je řidič ještě pod jejím vlivem
- odmítnutí řidiče podrobit se vyšetření ke zjištění, zda není ovlivněn alkoholem nebo jinou návykovou látkou, ačkoli to nebylo spojeno s nebezpečím pro jeho zdraví
- způsobení dopravní nehody porušením povinnosti řidiče, při které došlo k usmrcení nebo k těžké újmě na zdraví jiné osoby
- neprodlené nezastavení vozidla účastníka dopravní nehody nebo nedovolené opuštění místa dopravní nehody nebo neprodlené nevrácení se na místo dopravní nehody po poskytnutí nebo přivolání pomoci
- při jízdě na dálnici nebo silnici pro motorová vozidla otáčení se nebo jízda v protisměru nebo couvání v místě, kde to není dovoleno
- vjíždění na železniční přejezd v případech, ve kterých je to zakázáno
- neposkytnutí účinné pomoci (první pomoc a přivolání záchranných složek) účastníkem silničního provozu, který není účastníkem dopravní nehody při nehodě s evidentním poškozením zdraví nebo ohrožením života
- předjíždění vozidla v případech, ve kterých je to zákonem zakázáno
- řízení motorového vozidla řidičem, kterému byl zadržen řidičský průkaz

5 bodů
- řízení vozidla, které je technicky nezpůsobilé k provozu na pozemních komunikacích podle zvláštního právního předpisu tak závažným způsobem, že bezprostředně ohrožuje ostatní účastníky provozu na pozemních komunikacích
- překročení nejvyšší dovolené rychlosti stanovené zákonem nebo dopravní značkou o 40 km/h a více v obci nebo o 50 km/h a více mimo obec
- nezastavení vozidla na signál, který přikazuje řidiči zastavit vozidlo nebo nezastavení vozidla na pokyn „Stůj“ daný při řízení provozu na pozemních komunikacích osobou oprávněnou k řízení tohoto provozu
- ohrožení jiného řidiče při přejíždění s vozidlem z jednoho jízdního pruhu do druhého
- ohrožení chodce přecházejícího pozemní komunikaci při odbočování s vozidlem na místo ležící mimo pozemní komunikaci, při vjíždění na pozemní komunikaci nebo při otáčení a couvání

4 body
- při řízení vozidla ohrožení chodce na přechodu pro chodce a neumožnění nerušeného a bezpečného přejití vozovky
- nedání přednosti v jízdě v případech, ve kterých je řidič povinen dát přednost v jízdě
- překročení maximální doby řízení vozidla nebo nedodržení minimální doby odpočinku o 20% a více nebo nedodržení bezpečnostní přestávky o 33% a více podle jiných právních předpisů
- řízení motorového vozidla bez držení příslušné skupiny nebo podskupiny řidičského oprávnění
- porušení povinnosti použít dětskou autosedačku nebo bezpečnostní pás při přepravě dětí podle § 6

3 body
- překročení nejvyšší dovolené rychlosti stanovené zákonem nebo dopravní značkou o 20 km/h a více v obci nebo o 30 km/h a více mimo obec
- nezastavení vozidla před přechodem pro chodce v případech, kdy je řidič povinen tak učinit
- překročení povolených hodnot stanovených jiným právním předpisem při kontrolním vážení vozidla podle jiného právního předpisu
- řízení motorového vozidla bez držení platného osvědčení profesní způsobilosti řidiče
- porušení povinnosti být za jízdy připoután bezpečnostním pásem nebo užít ochrannou přilbu

2 body
- neoznačení překážky provozu na pozemních komunikacích, kterou řidič způsobil
- překročení nejvyšší dovolené rychlosti stanovené zákonem nebo dopravní značkou o více než 5 km/h a méně než 20 km/h v obci nebo o více než 10 km/h a méně než 30 km/h mimo obec
- držení telefonního přístroje nebo jiného hovorového nebo záznamového zařízení v ruce nebo jiným způsobem při řízení vozidla

## Kritika bodového systému a souběžného zpřísnění dozoru nad provozem
Hlavním předmětem kritiky bodového systému, zejména ze strany opoziční ODS a účastníků veřejných diskusí a komentářů, byly například:
- Bodové hodnocení nepostihuje srovnatelně silně chodce a řidiče nemotorových vozidel
- Nepoměry bodového hodnocení vůči závažnosti nebo nebezpečnosti jednotlivých typů činů,
- Přílišná přísnost systému, malá tolerance vůči banálním přestupkům
- Porušení principu „za jeden skutek nelze trestat vícekrát“, duplicita zániku řidičského oprávnění po dosažení 12 bodů se sankcí zákazu činnosti řízení motorových vozidel udělované v trestním nebo přestupkovém řízení. Navrhovatelé zákona argumentovali tím, že udělování bodů a zánik řidičského oprávnění na základě udělených bodů nejsou trestem v právním slova smyslu, což oponenti považují za obcházení práva.
- Nejasný právní status procesu zaznamenávání bodů. Obecní úřad body neuděluje rozhodnutím, ale pouze je zaznamenává – vznikají automaticky ze zákona. Může být sporné, v jaké míře a jakým způsobem se na úkon zaznamenání vztahuje správní řád, zejména obecné principy správního řízení.
- Možnost řidiče odkládat zánik řidičského oprávnění tím, že se vyhýbá doručení výzvy.
- Nízká jazyková i obsahová kvalita formulací zákona
- Ačkoliv bodové hodnocení je podle zákona určeno k hodnocení řidičů motorových vozidel, v příloze zákona je stanoven i počet bodů za použití dálnice nemotorovým vozidlem.
- Vliv na korupční prostředí – někteří odpůrci zákona tvrdí, že jej posiluje.
- Obecním a městským policiím byly rozšířeny pravomoci, avšak dozor nad nimi je podstatně méně kvalitní a systematický než nad státní policií, podobně jako kvalifikační požadavky na pracovníky.

Některé nedostatky byly odstraněny nebo zmírněny při projednávání zákona, jiné při něm naopak vznikly.

## Školení k odečítání bodů
Od 1. září 2008 umožňuje zákon č. 374/2007 Sb. a vyhláška č. 156/2008 Sb. absolvovat školení, po jehož absolvování za zákonem stanovených podmínek lze odečíst 3 trestné body. Tato právní úprava čelila mohutné kritice a obviněním ze střetu zájmů, protože požadavky na akreditaci školení byly stanoveny tak, že jim vyhověla pouze společnost HCT.CZ a. s., dodavatel výukové metodiky užívané na Polygonu Most, a média odhalila četné vazby mezi osobami spojenými s tímto výcvikovým centrem a osobami, které ovlivnily dotace z veřejných prostředků i znění zákona a vyhlášky. Školení lze absolvovat v akreditovaných střediscích v Mostu, Jihlavě, Sosnové a Ostravě. Cena za školení se pohybuje kolem 3500 Kč bez DPH.